# Костюк Федір Семенович
Фе́дір Семе́нович Костю́к (25 травня 1915 — 20 грудня 1994) — радянський військовик часів Другої світової війни, командир танкової роти 1-го танкового батальйону 65-ї танкової бригади (11-й танковий корпус, 1-й Білоруський фронт), старший лейтенант. Герой Радянського Союзу (1945).

## Біографія
Народився 25 травня 1915 року в селі Могильне Хащуватської волості Гайсинського повіту Подільської губернії (нині — Гайворонський район Кіровоградської області) в селянській родині. Українець. Закінчив педагогічний технікум, працював шкільним учителем.
До лав РСЧА призваний Гайворонським РВК Одеської області у 1940 році. Учасник німецько-радянської війни з червня 1941 року. Початок війни зустів у Миколаєві, де служив шофером автобатальйону. До кінця 1942 року воював на Південному фронті, доправляв на передову боєприпаси під Тирасполь і Бєльці, Одесу і Миколаїв. У 1943 році закінчив прискорений курс танкового училища. Воював на Ленінградському, а з травня 1944 року — на 1-у Білоруському фронті.
Командир танка Т-34 3-го танкового батальйону 65-ї танкової бригади 11-го танкового корпусу молодший лейтенант Ф. С. Костюк брав участь у боях на лівому фланзі 1-го Білоруського фронту при атаці сильно укріпленого вузла спротиву супротивника міста Любомль Волинської області. У ніч на 20 липня 1944 року, рішуче прорвався крізь ворожу оборону на глибину до 40 км й одним з перших досяг державного кордону СРСР на річці Західний Буг. З ходу в брід форсував річку й вогнем гармати підтримував переправу решти танків, чим сприяв вдалому просуванню радянських військ.
Під час боїв на території Польщі командир взводу танків Т-34 1-го танкового батальйону 65-ї танкової бригади лейтенант Ф. С. Костюк зразково виконував завдання командування, вміло маневруючи, без жодних втрат і відставань з боями пройшов понад 500 км за 8 днів. 14 січня 1945 року в районі Юзефув, діючи в передовому загоні бригади, обхідним маневром відрізав шляхи відходу супротивника й своїм взводом повністю знищив колону з 50 автомобілів і близько батальйону піхоти супротивника. 17 січня 1945 року під сильним артилерійським вогнем супротивника у брід форсував річку Пилиця й стрімкою атакою, взаємодіючи з піхотою, увірвався до міста Томашув, знищивши 3 протитанкові гармати та близько 30 німців. 19 січня першим з танкових частин увірвався до міста Лодзь і танковим вогнем сприяв звільненню південної частини міста. 23 січня, взаємодіючи з десантом автоматників, раптово увірвався до міста Шрімм і знищив ворожий гарнізон, полонивши більше 40 солдатів ворога.
Особливо командир танкової роти старший лейтенант Ф. С. Костюк відзначився під час боїв по розширенню плацдарму на західному березі річки Одер поблизу міста Кюстрин. З 16 по 19 квітня 1945 року, перебуваючи на вістрі наступу 65-ї танкової бригади, зламавши глибоко ешелоновану оборону супротивника, рота Ф. С. Костюка знищила 15 танків, 8 самохідних гармат, 22 польових гармати, 14 бронетранспортерів, 16 автомашин і 37 повозок ворога. Особисто екіпаж танку командира роти знищив 4 танки, 2 самохідних і 3 польових гармати, 122 ворожих солдати. 17 квітня, подолавши мінне поле і барикаду на станції Вербик, на плечах відступаючого супротивника захопив станцію Гузов. У подальшому вмілим обхідним маневром стрімко атакував опорний пункт Вулькув, оволодів ним і закріпився. На світанку 18 квітня, вміло організувавши оборону, без втрат зі свого боку відбив контратаку 30 танків і 10 самохідних гармат ворога, знищивши 9 танків і 2 самохідні гармати. Того ж дня атакував пануючу висоту північніше озера Хаусзеє. Ведучи влучний вогонь захопив висоту. Під час відбиття контратаки ворога був важко поранений, але поле бою не залишив. Своїми діями сприяв значному успіху бригади і корпусу.
У 1946 році вийшов у запас. Працював директором середньої школи в селі Мощене Гайворонського району, згодом переїхав у місто Гайворон Кіровоградської області, де викладав фізику і математику в Гайворонській СШ № 3. З 1976 року — на пенсії.

## Нагороди
Указом Президії Верховної Ради СРСР від 31 травня 1945 року за зразкове виконання бойових завдань командування на фронті боротьби з німецькими загарбниками та виявлені при цьому відвагу і героїзм, старшому лейтенантові Костюку Федору Семеновичу присвоєне звання Героя Радянського Союзу з врученням ордена Леніна і медалі «Золота Зірка».
Також нагороджений орденами Червоного Прапора (04.08.1944), Олександра Невського (18.02.1945), двома орденами Вітчизняної війни 1-го ступеня (31.01.1945, 11.03.1985) і медалями.